# توسکارورا (نوادا)
توسکارورا، نوادا (به انگلیسی: Tuscarora, Nevada) یک محدوده ثبت‌نشده در ایالات متحده آمریکا است که در ایالت نوادا واقع شده‌است.